# Centrismo
Centrismo (Nederlands: centrisme) is de benaming voor de (coalitie)regeringen van het politieke midden die van 1948 tot 1958 over Italië regeerden.
Van 1948 tot 1953 werd Italië geregeerd door coalitiekabinetten, aangevoerd door Democrazia Cristiana (DC).
Meestal bestonden de coalities uit vier partijen, DC, PSDI, PLI en PRI. Ook kleinere, regionale partijen maakten soms deel uit van de coalities.
Sleutelfiguren binnen de centrum-coalities die Italië regeerden waren premier Alcide De Gasperi (DC) en president Luigi Einaudi (PLI).
Van 1953 tot 1954 werd Italië geregeerd door (kortstondige) kabinetten die bestonden uit louter ministers van de DC, aangevuld met enkele partijloze ministers. Van 1954 tot 1958 kende het land (met uitzondering van de periode mei 1957 tot juni 1958) wederom coalitieregeringen.
| Partij | Partij                                  | Voornaamste ideologie | Leider             |
| ------ | --------------------------------------- | --------------------- | ------------------ |
|        | Democrazia Cristiana                    | Christendemocratie    | Alcide De Gasperi  |
|        | Partito Socialista Democratico Italiano | Sociaaldemocratie     | Giuseppe Saragat   |
|        | Partito Liberale Italiano               | Liberalisme           | Luigi Einaudi      |
|        | Partito Repubblicano Italiano           | Sociaalliberalisme    | Randolfo Pacciardi |

## Kabinetten
| Coalitie                | Periode                         | Samenstelling                                   |
| ----------------------- | ------------------------------- | ----------------------------------------------- |
| Kabinet-De Gasperi V    | 23 mei 1948 - 27 januari 1950   | DC, PSDI, PRI, PLI                              |
| Kabinet-De Gasperi VI   | 27 januari 1950 - 26 juli 1951  | DC, PSDI, PRI                                   |
| Kabinet-De Gasperi VII  | 26 juli 1951 - 16 juli 1953     | DC, PRI                                         |
| Kabinet-De Gasperi VIII | 16 juli 1953 - 17 augustus 1953 | DC                                              |
| Kabinet-Pella           | 17 augustus 1953 - 18 juni 1954 | DC, partijlozen                                 |
| Kabinet-Fanfani I       | 18 juni 1954 - 9 februari 1954  | DC                                              |
| Kabinet-Scelba          | 9 februari 1954 - 6 juli 1955   | DC, PSDI, PLI                                   |
| Kabinet-Segni I         | 6 juli 1955 - 19 mei 1957       | DC, PSDI, PLI                                   |
| Kabinet-Zoli            | 19 mei 1957 - 19 juni 1958      | DC (gedoogsteun: PSDI, PLI, PRI, PNM, PMP, MSI) |